# Seasogonia trumasa
Seasogonia trumasa är en insektsart som beskrevs av Young 1986. Seasogonia trumasa ingår i släktet Seasogonia och familjen dvärgstritar. Inga underarter finns listade i Catalogue of Life.